# مری دیکسون کیز
مری دیکسون کیز (۲۱ مارس ۱۷۵۲ – ۱۸۳۷) یک مخترع آمریکایی بود. در تاریخ ۵ مه ۱۸۰۹، پتنت او برای یک تکنیک جدید بافت کاه با ابریشم و نخ برای ساخت کلاه‌ها توسط رئیس‌جمهور جیمز مدیسن امضا شد. برخی منابع می‌گویند او نخستین زن دریافت‌کننده پتنت ایالات متحده بود، اما منابع دیگر نام هانا اسلیتر را در سال ۱۷۹۳ به عنوان نخستین زن دریافت‌کننده پتنت ذکر می‌کنند، یا هازل اروین که در سال ۱۸۰۸ پتنتی برای دستگاه پرس پنیر دریافت کرد.

## زندگی‌نامه

### زندگی خانوادگی
پدر مری، جان دیکسون، یک کشاورز بود که در سال ۱۶۷۹ در اولستر، ایران به دنیا آمده بود. مادر او، جانت کندی، سومین همسر جان دیکسون بود. آنها در تاریخ ۷ اوت ۱۷۴۱ در ولنتاون، کنتیکت ازدواج کردند. مری دیکسون در تاریخ ۲۱ مارس ۱۷۵۲ در کیلینگلی، کنتیکت به دنیا آمد. او با آیزاک پیک اول ازدواج کرد و در سال ۱۷۷۰ صاحب پسری به نام آیزاک پیک دوم شد. پس از مرگ او، با جان کیز (۱۷۵۰–۱۸۱۳) ازدواج کرد که در ۱۸ اوت ۱۸۱۳ در سن ۶۳ سالگی درگذشت. سپس او همراه با پسر دومش، دانیل کیز، در بروکلین، نیویورک زندگی کرد تا اینکه در سال ۱۸۳۷ در سن ۸۵ سالگی درگذشت.

### صنعت کلاه‌سازی
مری کیز نخستین مخترع کلاه نبود و نخستین زن وارد صنعت کلاه‌سازی هم نبود. در سال ۱۷۹۸، بتسی متکالف روش بافت خود را برای کاه‌سازی ایجاد کرد. در آن زمان، زنان حتی نمی‌توانستند مالکیت داشته باشند، چه برسد به اینکه برای دریافت پتنت درخواست دهند. متکالف از زنان زیادی برای ساخت کلاه‌های خود استفاده می‌کرد، اما زمانی که از او پرسیدند چرا روش خود را پتنت نکرده است، گفت که نمی‌خواهد نامش به کنگره ارسال شود. مشکل اصلی که هم متکالف و هم کیز سعی در حل آن داشتند، نیاز به کلاه‌های ارزان و مقاوم در بازار بود.

### اختراع
به دلیل جنگ‌های ناپلئونی، ایالات متحده تمام تجارت خود را با فرانسه و بریتانیا ممنوع کرده بود که باعث ایجاد نیازی به کلاه‌های ساخت ایالات متحده شد تا جایگزین کلاه‌های اروپایی شود. از آنجا که ایالات متحده واردات کالاهای اروپایی را متوقف کرده بود، دولت ایالات متحده تشویق به افزایش تولید داخلی کرد. صنعت بافت کاه این نیاز را پر کرد و در سال ۱۸۱۰ در ایالت ماساچوست به تنهایی بیش از ۵۰۰ هزار دلار (۴٫۷ میلیون دلار در پول امروز) کلاه‌های کاهی تولید شد.
مری کیز در تاریخ ۵ مه ۱۸۰۹ پتنتی برای یک روش جدید بافت کاه با ابریشم و نخ برای ساخت کلاه‌ها دریافت کرد. کلاه‌هایی که با این تکنیک تولید می‌شدند، از استحکام بیشتری نسبت به دیگر کلاه‌ها برخوردار بودند، زیرا روش کیز در استفاده از ابریشم به جای کاه در درزها باعث می‌شد که الگوی متقاطع به هم فشرده بماند. همچنین، روش کلاه‌سازی که او معرفی کرد، بسیار مقرون به صرفه بود؛ به همین دلیل، بسیاری از کسب‌وکارهای فعال در بازار کلاه‌سازی آن را پذیرفتند. تولیدکنندگان همچنان از روش کیز استفاده می‌کردند، حتی پس از آنکه پتنت او در آتش‌سوزی دفتر پتنت در سال ۱۸۳۶ از بین رفت.
به لطف اختراع کیز، صنعت کلاه‌سازی حتی در طول جنگ ۱۸۱۲ رونق گرفت. با این حال، کیز از فروش اختراع خود سود چندانی نبرد. او امیدوار بود که از اختراع خود سود ببرد، اما پس از مرگ همسرش جان کیز، به خانه پسرش دانیل کیز نقل مکان کرد. او تلاش کرد از طریق سرمایه‌گذاری کمک کند، اما در نهایت کیز به دلیل تغییرات در روند مد که اختراع او را منسوخ کرد، در فقر از دنیا رفت.